# Będlino
Będlino is een plaats in het Poolse district  Drawski, woiwodschap West-Pommeren. De plaats maakt deel uit van de gemeente Wierzchowo en telt 250 inwoners.